# 淡紅細脂鯉
淡紅細脂鯉，為輻鰭魚綱脂鯉目脂鯉亞目脂鯉科的其中一個種。分布於南美洲蓋亞那埃塞奎博河流域，體長可達5.8公分，棲息在底中層水域，生活習性不明，可作為觀賞魚。